# Melongena melongena
Melongena melongena (nomeada, em inglêsː West Indian crown conch, brown crown conch, black crown conch ou fiber conch; com "crown conch", na tradução para o português, significando "concha coroada"; em castelhanoː caracol chivita, caracol chirita ou molon) é uma espécie de molusco gastrópode marinho costeiro-estuarino, predador ou detritívoro, pertencente à família Melongenidae, na subclasse Caenogastropoda e ordem Neogastropoda. Foi classificada por Carolus Linnaeus, em 1758, com a denominação de Murex melongena. Habita áreas de variação de salinidade, como lodaçais entre marés e manguezais, ambiente próximo à foz de rios, no oeste do oceano Atlântico; nas costas do golfo do México e mar do Caribe, entre o México e a Venezuela; incluindo as Grandes Antilhas, em direção à América do Sul. Trata-se de uma espécie com coloração, tamanho e arquitetura de conchas altamente variáveis. É uma das conchas mais pesadas do Caribe.

## Descrição da concha
Sua concha é robusta, piriforme e ovalada, com, no máximo, 20 centímetros de comprimento; com espiral baixa, muitas vezes aparentemente afundada em sua última volta, e com protoconcha pequena e arredondada. Sua característica mais marcante é a presença de uma série de projeções espiniformes, mais ou menos altas, na borda mais larga de sua volta final, podendo também não possuí-las e ser uniformemente lisas; às vezes acompanhadas de outra sequência de projeções espiniformes na metade final de sua volta corporal. Abertura dotada de lábio externo fino e interior esmaltado, dotada de grande opérculo córneo e oval, em forma de unha e com anéis concêntricos. O canal sifonal é curto, muito amplo, e a columela sem pregas, suavemente curva. Sua coloração vai de faixas brancas em fundo pardo ao grisáceo, violáco, rosado ou alaranjado, de tonalidades mais ou menos intensas.

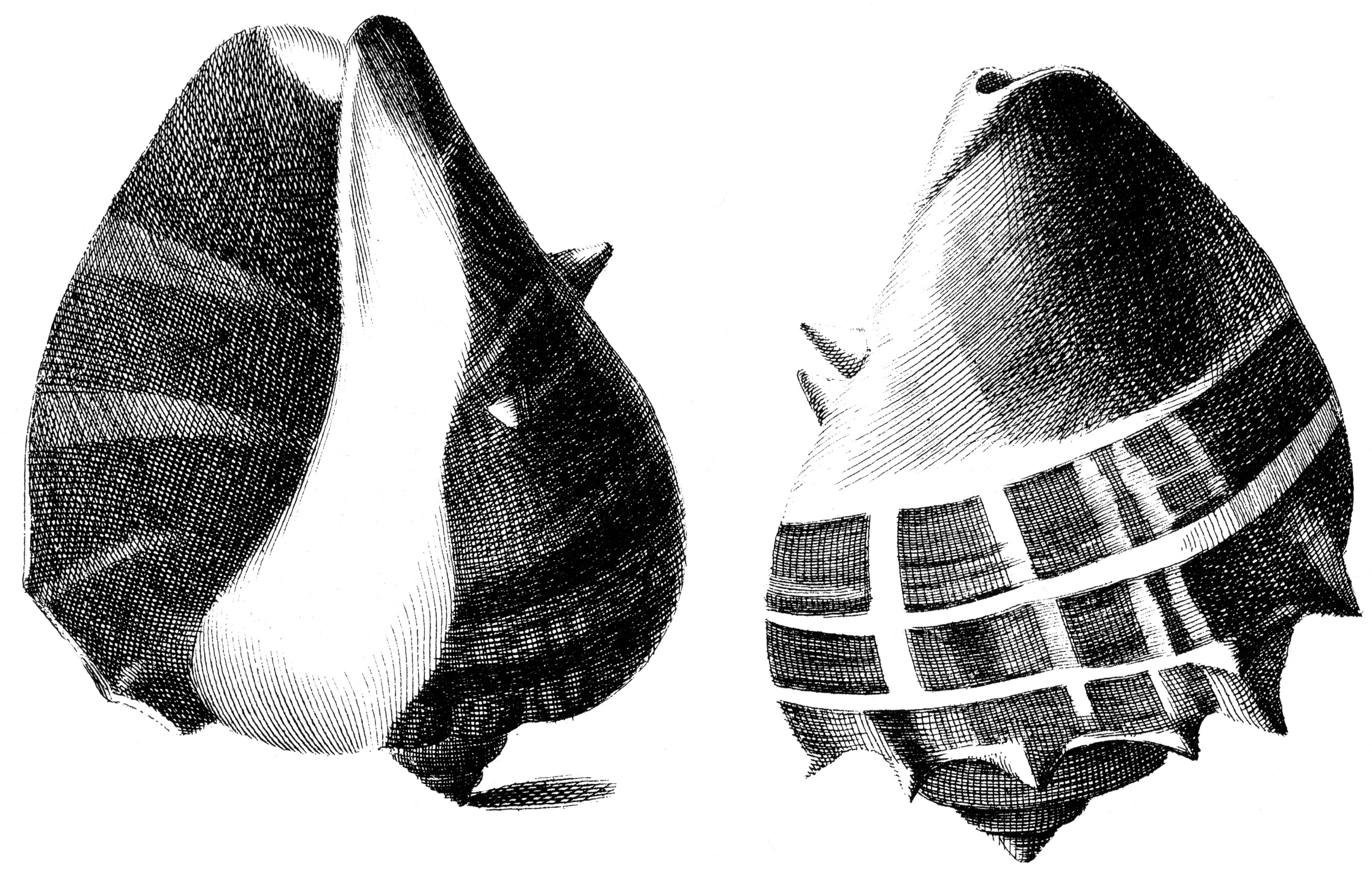
ilustrações de uma concha de M. melongena; da obra Index Testarum Conchyliorum (1742), de Niccolò Gualtieri.

## Habitat e distribuição geográfica
Melongena melongena habita a zona entremarés, em águas tropicais do oeste do oceano Atlântico; entre o golfo do México e mar do Caribe, do México até a Venezuela; incluindo as Grandes Antilhas, em direção à América do Sul; em áreas de variação de salinidade, como lodaçais entre marés e manguezais, ambiente próximo à foz de rios.